# Przytok, Zachodniopomorskie
Przytok [ˈpʂɨtɔk] là một khu định cư ở khu hành chính của Gmina Sianów, thuộc quận Koszalin, Zachodniopomorskie, ở phía tây bắc Ba Lan. Nó nằm khoảng 8 kilômét (5 mi) phía đông Sianów, 16 km (10 mi) phía đông Koszalin và 150 km (93 mi) về phía đông bắc của thủ đô khu vực Szczecin.